# Cosmophyga cosmatina
Cosmophyga cosmatina là một loài bướm đêm trong họ Geometridae.